# 로렌초 무세티

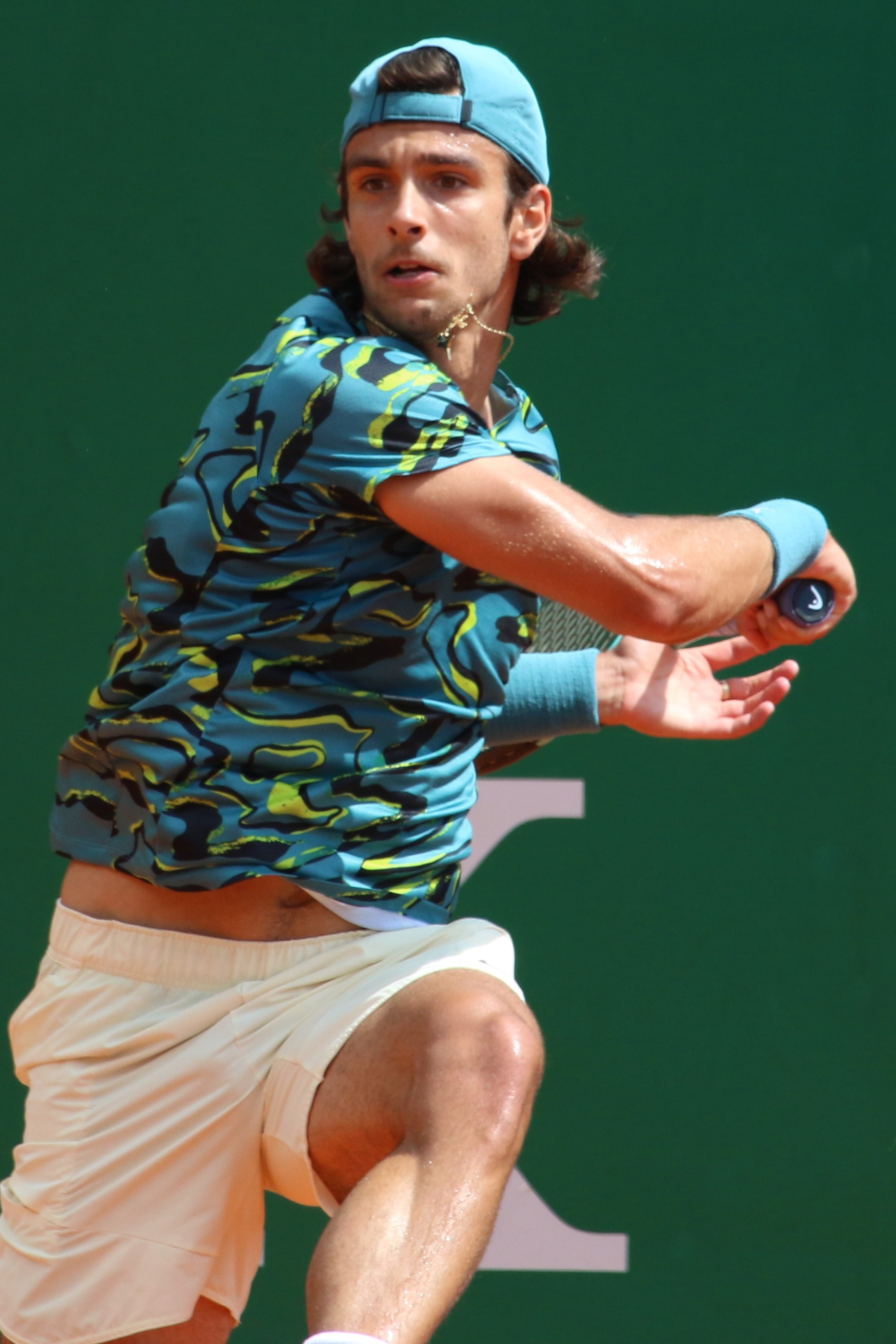

로렌초 무세티(이탈리아어: Lorenzo Musetti, 2002년 3월 3일 ~ )는 이탈리아의 프로 테니스 선수이다. 플레이스타일은 오른손잡이, 한손 백핸드 이다. 2023년 6월 26일에 달성한 세계 15위의 싱글 ATP 랭킹과 2024년 4월 1일에 달성한 142위의 복식 랭킹을 보유하고 있다. 무세티는 2개의 ATP 투어 싱글 타이틀을 획득했다. 2024년에는 윔블던 준결승에 진출해 메이저 통산 최고 성적을 달성했고, 2024년 파리올림픽에서는 동메달을 획득했다. 또한 ATP 챌린저에서 2개의 타이틀과 2개의 ITF 월드 테니스 투어 타이틀을 획득했다.

## 어린 시절
무세티는 2002년 3월 3일 이탈리아 카라라에서 태어났다. 아버지 프란체스코 무세티(Francesco Musetti)는 대리석 채석장에서 일하고, 어머니 사브리나 라티(Sabrina Ratti)는 비서이다. 누나인 발렌티나는 현재 지안루카 마거와 결혼한 테니스 선수였다.
4살 때부터 테니스를 시작했고 어린 시절부터 시몬 타르타리니의 코치를 받아왔다. 그의 테니스 우상은 로저 페더러였다.

## 주니어 경력
2019년 6월 10일에 ITF 주니어 세계 1위라는 경력 사상 최고 순위를 달성했다. 2018년 US 오픈 남자 단식 결승에 진출했다. 2019년 1월 26일 무세티는 에밀리오 나바를 물리치고 2019 오스트레일리아 오픈 남자 단식 우승을 차지했다.

## 개인 생활
2024년 3월, 무세티는 인스타그램을 통해 그와 그의 파트너 베로니카 콘팔로니에리가 루도비코라는 이름의 아들을 맞이했다고 발표했다.
무세티는 라스페치아TC와 티레니아에서 열차를 운행한다.